# Jaromír Johanes
Jaromír Johanes (* 21. srpna 1933 Dobrá nad Sázavou) je bývalý český a československý diplomat a politik KSČ, na konci normalizace a krátce po sametové revoluci ministr zahraničních věcí Československé socialistické republiky.

## Biografie
Pocházel z dělnické rodiny. Členem KSČ se stal roku 1956. Absolvoval Vysokou školu politických a hospodářských věd v Praze a pak Státní institut mezinárodních vztahů v Moskvě (MGIMO), kde studium dokončil roku 1958. Patřil do skupiny prvních tří studentů z Československa, kteří na této sovětské elitní škole vystudovali. Pak trvale působil na československém ministerstvu zahraničních věcí. Zpočátku byl referentem tiskového odboru. Postupně zastával posty v ústřední správě ministerstva i na zastupitelských úřadech ČSSR v zahraničí. Byl generálním konzulem v Austrálii, velvyslancem v USA a Kanadě, zastupoval Československo v OSN. V roce 1982 se stal náměstkem a roku 1987 prvním náměstkem ministra. Angažoval se v KSČ a působil jako lektor Ústředního výboru Komunistické strany Československa. Byl členem komise ÚV KSČ pro zahraniční politiku. Bylo mu uděleno Vyznamenání Za zásluhy o výstavbu a Vyznamenání Za vynikající práci.
V říjnu 1988 se stal ministrem zahraničních věcí v československé vládě Ladislava Adamce. Na tomto postu i pod pověřeným vedením Mariána Čalfy setrval až do 10. prosince 1989. V následující první vládě Mariána Čalfy (vláda národního porozumění) již zastoupen nebyl. Jeho porevoluční nástupce na ministerském postu Jiří Dienstbier nástup Johanese na post ve vládě interpretoval tak, že ministr Bohuslav Chňoupek se pod vlivem sovětské perestrojky začínal profilovat jako mírný reformátor, a proto byl nahrazen Johanesem coby úřednickým typem bez větších politických ambicí.
V prosinci 1989 ještě pod vlivem událostí sametové revoluce inicioval jako ministr výměnu 21 velvyslanců ČSSR. Na ministerstvu zahraničních věcí pracoval i v následujících letech. 1. srpna 1991 se stal radou vyslancem v turecké Ankaře, kde působil do srpna 1994. Pak odešel do penze. Stal se šéfem pobočky firmy Škodaexport v Ankaře. V 90. letech ho pak kurdský podnikatel Yekta Uzunoglu obvinil z podílu vykonstruovaném obvinění, jež mělo být motivováno odplatou za to, že Uzunoglu ohrožoval ekonomické zájmy Škodaexport. Johanes Uzunogluova tvrzení odmítl. Syn Jaromíra Johanese Vladimír Johanes působí jako lobbista pro firmu ČEZ a předseda dozorčí rady firmy Škoda Praha.